# Bilbilicallia livida
Bilbilicallia livida är en insektsart som beskrevs av Jacobi 1928. Bilbilicallia livida ingår i släktet Bilbilicallia och familjen sköldstritar. Inga underarter finns listade i Catalogue of Life.